# 法律学校 (旧制)
旧制法律学校（きゅうせいほうりつがっこう、旧字体：法律學校󠄁）とは、明治時代に、法律家（法曹）の養成（もしくは法曹資格試験の準備）を目的として設立された官立・私立の「専門学校」（高等教育機関）である。

## 概要
仏法系・英米法系（および独法系）に2（ないし3）大別される。ほとんどが私立学校である点に特徴があり、宗教系学校と並んで旧制以来の歴史的伝統を有する私立大学の一大源流をなしている。

## 歴史

### 前史
江戸時代の日本においては「法律」というものは「お上」（幕府および諸藩）が一方的に制定し「下々」に対して運用するものであり、裁きや訴訟の場において「下々の者」が「お上」と対等な立場で自分の意見を申し立て、あるいは判決に異議を唱えることは固く禁止されていた。したがってまた、現代とは違って幕府・諸藩に仕える学者が統治者の立場で研究する（例えば経世論）場合を除き、法や法律に関する研究・出版を行うことは「お上を誹謗する」振る舞いとして厳しく制限されていた。したがって今日でいう医学の教育・研究が、オランダの文化や医術を学ぶ学問所・蘭学塾において行われていたのとは異なり、「法学」「法律学」という独立した学問分野が成立することはあり得なかった。

### 官立「法学校」の設立

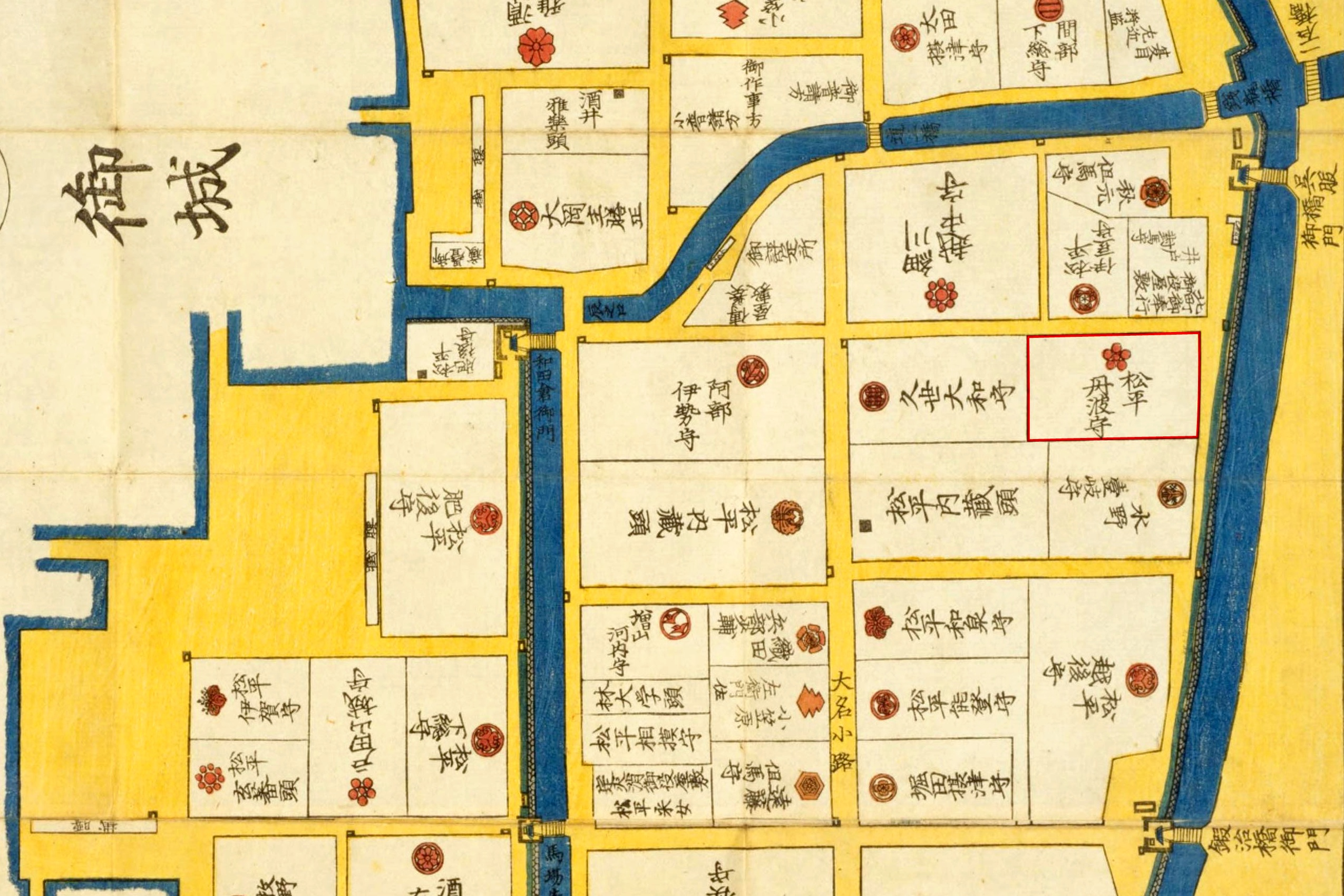
司法省法学校の校地となった麹町区永楽町の旧信濃松本藩邸（赤枠内）

しかし、明治時代になってこのような状況は一変し、欧米各国と対等な付き合いを行うために欧米社会にあわせた法典や司法制度の施行が重要となった。そこで急速に法律制定のための研究体制が整えられることとなる。当初の研究対象はヨーロッパの法体系がどのようになっているのか、その法体系を日本へ適用するにはどのような改訂作業が必要なのかという部分であった。明治政府は1871年に司法省明法寮（のち司法省法学校となったのち東京大学法学部に吸収）を設置、さらに1877年に設立した東京大学のなかに法学部を設置して法律・法学の教育研究をすすめた。この際前者ではボアソナードらフランス人御雇教師によりフランス法学が講じられ、後者では英米人教師により英米法を講じられたことは民法典論争など、その後の学派の対立に大きく影響した。また多くの人が、直接に欧米法・欧米法学を学ぶため、欧米諸国への留学を開始するのも幕末から明治初期にかけての時期である。

### 私立法律学校の成立
その一方、法典整備に先行して近代的裁判制度が発足し1876年には代言人（現在の弁護士）の資格試験制度が成立した。このため法律家（法曹）の育成が急務となったが、ごく少数の学生を対象とする上記の2官立校にとって人材需要を十分にまかなうことはとうてい不可能であり、制度が成立した前後から試験準備のための私塾的な法律学校（代言人が業務のかたわら運営するものがほとんどであった）が各地で開校した。しかし先述の通りこの時点では近代法の制定も進んでいない状態であり、これら私塾の多くは低級な教育水準しか持たなかった。1880年、日本最初の近代法として刑法・治罪法が制定されるとともに「代言人規則」改正により資格試験が厳格化すると、従来の私塾の教育水準ではとうてい対応しきれなくなった。また、官立の司法省法学校と東京大学法学部の2校は、前者がフランス人教師によってフランス語で、後者が英米人教師によって英語で講義されていたため、フランス語か英語に習熟している者でなければ法律を十分に学ぶことは到底不可能であった。
このような状況の中、司法省法学校・東大法学部の卒業者や日本に帰国した欧米留学経験者、官職についていた人物らによって、のちに「五大法律学校」と呼ばれることになる5つの主要な私立法律学校が相次いで創立されるようになる。1880年4月創立の仏法系の東京法学社（のち東京法学校、現・法政大学）、同年9月創立の英米法系の専修学校（現・専修大学）、翌1881年1月創立の仏法系・明治法律学校（現・明治大学）、1882年10月創立の英法系・東京専門学校（現・早稲田大学）、1885年7月創立の英法系・英吉利法律学校（現・中央大学）の5校である。こうして1880年代半ばには、5つの主要な私立法律学校が出揃い、やがて学校数は10校となり、生徒数は2,000名を超えた。これらの学校の特徴は、法曹試験受験を目指す（かつ必ずしも外国語に習熟していない）勤労青年のため夜学を中心とし日本語で教育を行う点にあった。また旧制中学校を卒業した学生はそれほど多くはなく、専任講師も少なく、授業の大半は大学教授や法曹関係者などの非常勤かつ兼職の講師に依存していた。

### 官学・私学と仏法系・英法系の対立
1880年代、生まれたばかりの私立法律学校が直面した問題は、同時期最高潮に達していた自由民権運動と関わって、政治に対しどのような態度（もしくは政府との距離）をとるかということであった。法律学校に集まったのは単に代言人資格取得を目指す青年だけでなく、民権運動によって覚醒した政治青年も多数含まれており、諸学校は彼らの需要に応える「政治教育」の場たることも求められたからである。特にフランス革命の影響を受け、権利自由の概念を重視していた仏法系の明治法律学校は設立後たちまちのうちに民権青年の拠点となり、また明治十四年の政変の結果下野した大隈重信が東大出身のエリート青年たちを引き抜いて設立した東京専門学校は、政府から「謀叛人養成所」とみなされ露骨な迫害を受けた。
これらの法律学校に対抗して政府は、官学における法曹の簡易速成に力を入れるとともに、私学のなかでもより政治中立的あるいは政府よりの学校の設立に支援を行った。すなわち、官学の司法省法学校では1876年以降修業年限2年の、東京大学法学部では1883年以降修業年限3年の、それぞれ日本語授業を通じて在野法曹を速成する課程が設置された。次に上記五大校のうち東京法学校は、明治法律学校に対抗し講師などの人材面で司法省関係者の全面的支援を受け、英吉利法律学校のほか独法系の独逸学協会学校専修科（1885年7月設立）および仏法系の東京仏学校（1886年11月設立）に対しては政府から毎年多額の補助金が支給され、私立学校でありながら準官立校の位置にあった（東京仏学校と東京法学校との合併後、支給対象は和仏法律学校となった）。この補助金制度は4年間続き、優遇された3校の財政基盤を確実なものとしたが、支給対象から外され経営難に苦しむ他の学校の不満は大きく、帝国議会が開設されると民党議員で東京専門学校の幹部であった高田早苗らはこの不平等な制度を激しく攻撃し、その結果1891年以降は廃止された（これにより財政基盤を失った独逸学協会専修科は、その学部を帝国大学法科へ移管し、廃止のやむなきに至った）。また1889年設立の日本法律学校（現・日本大学）にも設立に際し司法省より多額の財政支援がなされている。
これに加え、仏法系・英法系の学派対立もより状況を複雑にさせた。明治初期においては司法省法学校出身者を中心とする仏法系が主流の位置を占め、反主流派として東大法学部出身者を中心とする英法系がこれに対抗するというのが基本的構図であったが、明治十四年の政変後、大隈を中心とする英国を手本とする近代国家建設を目指す集団が下野し、伊藤博文らドイツ型の国家づくりを標榜する集団が憲法制定の主導権を握ったことから、法学界・法曹界にも急速に独法系が台頭してきた。こうした情勢を危惧した仏法系では、東京府下の同系列3校を合同する構想を進め、1889年、東京法学校・東京仏学校合同による和仏法律学校設立に結実した。また、1890年頃からの民法・商法の実施如何をめぐる法典論争は、「実施断行」を主張する仏法系2校（明治・和仏）と「実施延期」論を唱える英法系（東京法学院（英吉利法律学校を改称）・帝国大学（東京大学を改称）法科）の正面からの対立となった。しかし論争は実施延期論の勝利に終わり、これ以降次第に仏法系はその主流派としての位置を独法系に譲っていくこととなる。また、日本の近代法整備が進むにつれて、欧米諸国の法律だけでなく日本の法律を教授する学校を設立する動きも起こり、時の司法大臣・山田顕義を中心に日本法律学校が設立された一方、在野の立場で英米法を講じていた専修学校は法律科の経営が次第に苦しくなり、1893年に生徒募集を停止し、その主力を「経済科」（理財科）に移していった。

### 制度的整備と大学への昇格
私立法律学校が法曹養成のなかで占める比重は次第に無視しがたいものとなり、当初は私立校の発展に対抗していた政府もやがてその政策を改めることになった。すなわち私学の発展の促進を通じこれら諸校に対する制度的なコントロールを強めていく方針に転じたのである。まず1886年の帝国大学（のちの東京帝国大学）発足にともない政府は「私立法律学校監督条規」を制定し、東京府下の法律学校（いわゆる「五大法律学校」）を、優等卒業者に対して司法官僚（判事）への無試験登用を認めるという恩典と引き換えに、帝大総長（帝大法科大学学長を兼任）の監督・統制下に置いた。さらに翌1887年、文官試験の登用制度が確立したことにともない、先述「条規」を「特別認可学校規則」へと改定し、専修・明治・東京専門・東京法・英吉利・獨逸学協会・東京仏の7校を「特別認可学校」に指定し、これらの卒業者に限定して高等文官試験の受験資格と普通文官への無試験任用を認め、それと引き換えに文部大臣による監督・介入を受け入れさせたのである。この結果、上記7校には政府の意図通り官学の主流たるドイツ法学がいっそう浸透すると同時に、より多くの入学志望者を引きつけることで隆盛に向かった。しかし逆に特別認可を受けることができなかった関西法律学校（1886年設立 / 現・関西大学）などは多くの学生を在京の7校に奪われ一時衰退することになった（その後認可を取得）。
これらの主要私立法律学校は、やがて法律科以外にも経済科・文科・商科などを設置して大学への昇格を展望するようになり、その多くが1903年の専門学校令の適用を受け「大学」への改称を認可されることになった（詳細は一覧参照）。しかしこれら私立「大学」は、この時点では制度的には単なる旧制専門学校に過ぎず、大学令を適用された制度上の大学への昇格を果たすのは1920年以降である。法学系私学は経営基盤を安定させるため学生収容増を図り、日本の産業化の進展に伴う実業教育の需要に対応して商科などを設置し、複合化・総合化への道をたどることになる。

## 学校群

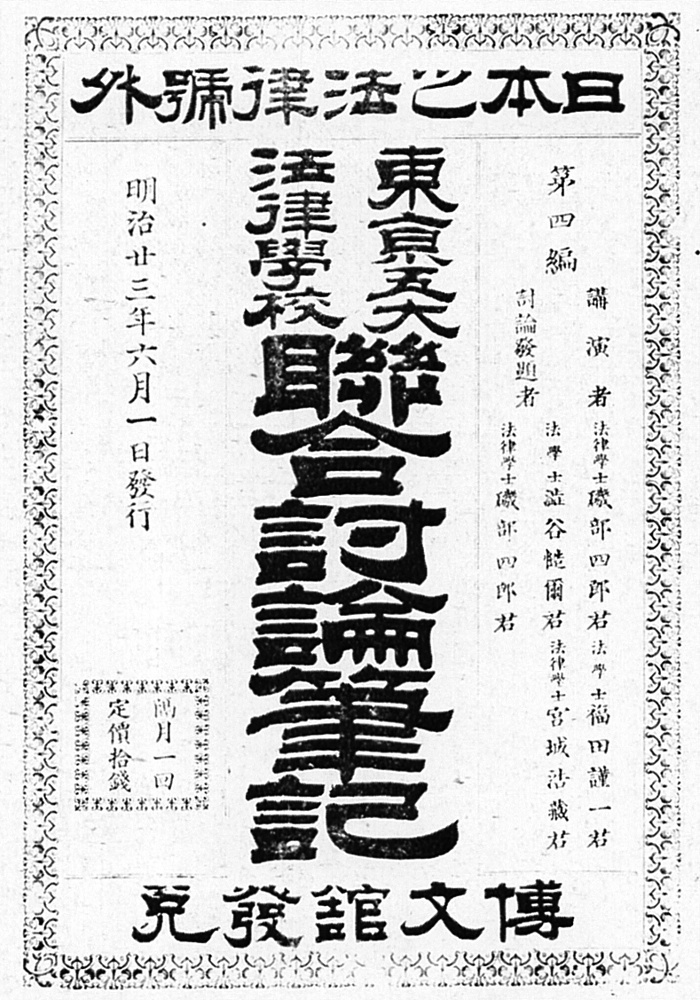
東京五大法律学校連合討論筆記

### 五大法律学校
五大法律学校とは、明治時代に創立した私立の法律学校のうち、東京府（現：東京都）に所在し、特に教育水準が高く特別許認可を受けた5校の総称である。具体的には、1886年の「私立法律学校特別監督条規」により、帝国大学総長の監督下となった帝国大学特別監督学校の5校であり、専修学校（現：専修大学）・明治法律学校（現：明治大学）・東京法学校（のち和仏法律学校、現：法政大学）・東京専門学校（現：早稲田大学）・英吉利法律学校（のち東京法学院、現：中央大学）を指す。
これらは「五大法律学校聯合会」を結成し、「大討論会」を年4、5回開催していた。また、「代言人規則」に代わる「弁護士法」の制定にあたっては、聯合会の作成した修正案が提出され、一部条文を改めさせることに成功するなど、「五大法律学校」として当時の政府からも認められていたようである。
その後生徒数の減少に伴い、1893年に法律科の募集を停止した専修学校に代わり、日本法律学校（現：日本大学）が新たに五大法律学校の一つとしてまとめられるようになった。

### 六大法律学校
明治後期には、前述の1893年以降の五大法律学校に帝国大学を加えて「六大法律学校」と呼ぶことが多くなった。例えば東京法論社編『文官高等普通裁判所書記試験問題答案』（青木嵩山堂・1903年）では「第四編　判検事弁護士理事主理六大法律学校試験問題」として六大法律学校の試験問題を収録している。さらにこの中で六大法律学校を「帝國大學・東京法學院・明治法律學校・和仏法律學校・（東京）専門學校・日本法律學校」としている。

### 九大法律学校
先述の帝国大学（帝国大学法科大学）・東京法学院・明治法律学校・和仏法律学校・東京専門学校・専修学校・日本法律学校の他に獨逸学協会学校専修科（のち、帝国大学法科大学へ移管され廃止）、1890年に法科を設置した慶應義塾大学部（現：慶應義塾大学）の2校を加え九大法律学校と呼ぶことがある。これは、1893年12月、司法省が最初に「判事検事登用試験」の受験資格を与えた司法省指定学校から関西の関西法律学校（現：関西大学）を除いて帝国大学を加えたものに由来する。そのため、生徒数の減少に伴い1893年で法律科の募集を停止していた専修学校も名を連ねている。
| 法律学校                   | 東京大学 帝国大学 東京帝国大学 | 東京法学社 東京法学校 和仏法律学校 | 専修学校  | 明治法律学校 | 東京専門学校 | 英吉利法律学校 東京法学院 | 獨逸学協会学校専修科 | 東京仏学校       | 関西法律学校 | 日本法律学校 | 慶應義塾大学部 |
| -------------------------- | ------------------------------ | ---------------------------------- | --------- | ------------ | ------------ | ------------------------- | -------------------- | ---------------- | ------------ | ------------ | -------------- |
| 創立                       | 1877年4月                      | 1880年4月                          | 1880年9月 | 1881年1月    | 1882年10月   | 1885年7月                 | 1885年7月            | 1886年11月       | 1886年11月   | 1889年10月   | 1890年1月      |
| 後身                       | 東京大学                       | 法政大学                           | 専修大学  | 明治大学     | 早稲田大学   | 中央大学                  | 廃止                 | 東京法学校と合併 | 関西大学     | 日本大学     | 慶應義塾大学   |
| 特別監督学校（1886年）     | ―                              | ○                                  | ○         | ○            | ○            | ○                         | ×                    | ×                | ×            | ×            | ×              |
| 特別認可学校（1887年）     | ―                              | ○                                  | ○         | ○            | ○            | ○                         | ○                    | ○                | ×            | ×            | ×              |
| 司法省指定学校（1893年）   | ―                              | ○                                  | ○         | ○            | ○            | ○                         | ○                    | ―                | ○            | ○            | ○              |
| 五大法律学校（1885年ごろ） | ×                              | ○                                  | ○         | ○            | ○            | ○                         | ×                    | ×                | ×            | ×            | ×              |
| 五大法律学校（1895年ごろ） | ×                              | ○                                  | ×         | ○            | ○            | ○                         | ×                    | ―                | ×            | ○            | ×              |
| 六大法律学校（1900年ごろ） | ○                              | ○                                  | ×         | ○            | ○            | ○                         | ×                    | ―                | ×            | ○            | ×              |
| 九大法律学校（1900年ごろ） | ○                              | ○                                  | ○         | ○            | ○            | ○                         | ○                    | ―                | ×            | ○            | ○              |

## 主要法律学校の一覧
校名は全て教育機関としての設立時の名称であり、カッコ（　）内は創立年月と後身の大学。また特に断りのない限り私立学校。詳細は個別の学校記事を参照のこと。

### フランス法学系
- （司法省）明法寮（1871年・東京大学・官立）
  - 1872年：（司法省）法学校と改称。
  - 1884年12月：文部省に移管、東京法学校と改称（後出の私立学校とは別機関）。
  - 1885年9月：東京大学法学部に吸収され消滅。

- 東京法学社（1880年4月・法政大学）

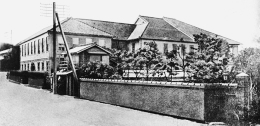
和仏法律学校

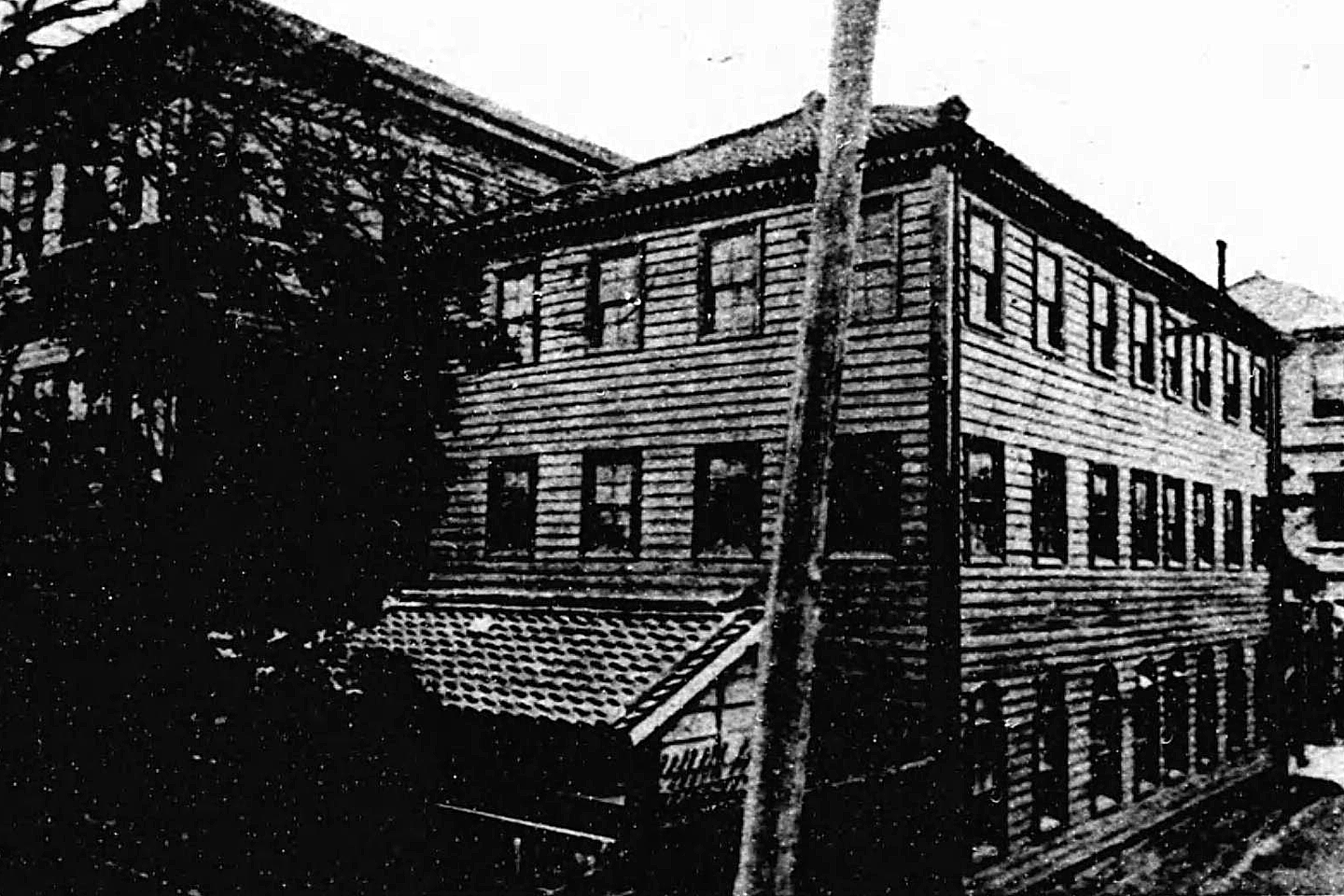
明治法律学校

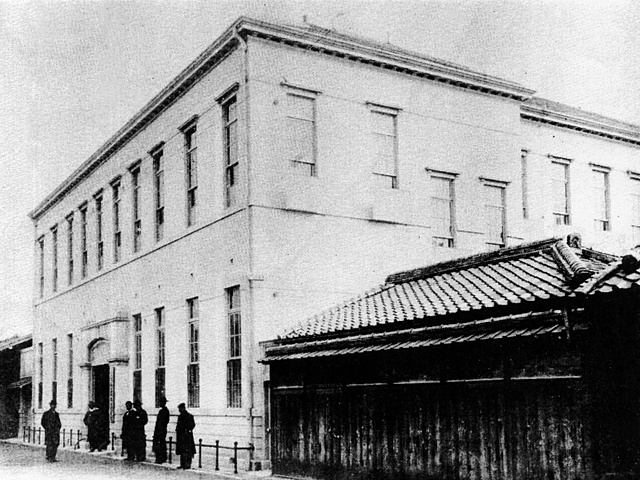
関西法律学校

  - 1881年5月：講法局が東京法学社より独立し東京法学校と改称。
  - 1889年5月：東京仏学校と合併し和仏法律学校設立。
  - 1903年8月：専門学校令による法政大学に改称。
  - 1920年4月：大学令による法政大学に昇格。

- 明治法律学校（1881年1月・明治大学）
  - 1903年8月：専門学校令による明治大学に改称。
  - 1920年4月：大学令による明治大学に昇格。

- 関西法律学校（1886年11月・関西大学）
  - 1903年11月：専門学校令による。
  - 1905年1月：関西大学に改称（専門学校令）。
  - 1922年6月：大学令による関西大学に昇格。

- 東京仏学校（1886年11月・法政大学）
  - 1889年：東京法学校と合併し和仏法律学校へ。

- 京都法学校（1889年・立命館大学）
  - 京都法政学校に吸収。

### イギリス法学系
- 東京大学法学部（1877年4月・官立）
  - 1885年9月：東京法学校を併合。
  - 1886年3月：帝国大学法科大学に改編。

- 専修学校（1880年9月・専修大学）

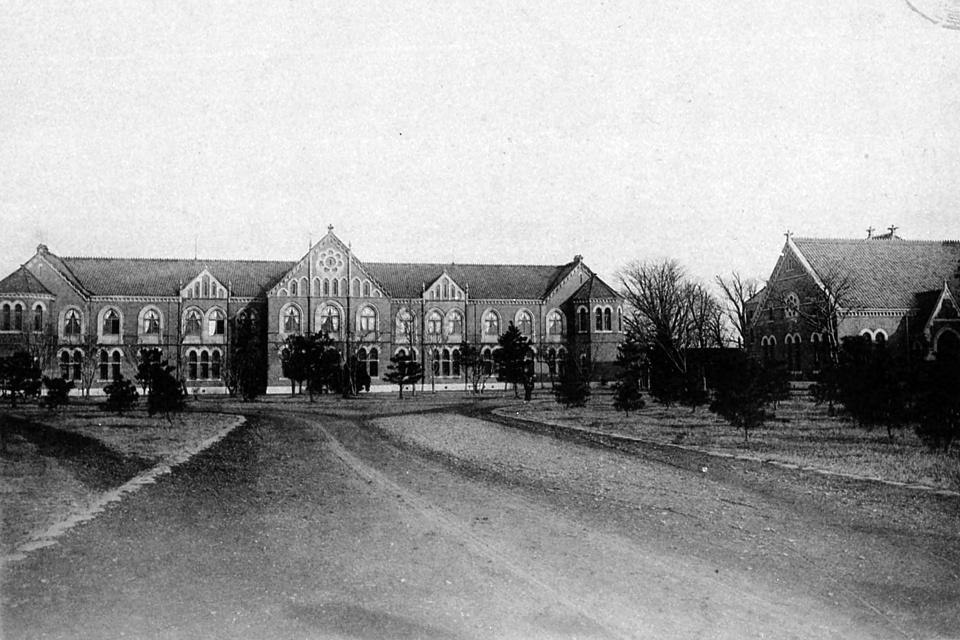
帝国大学法科大学

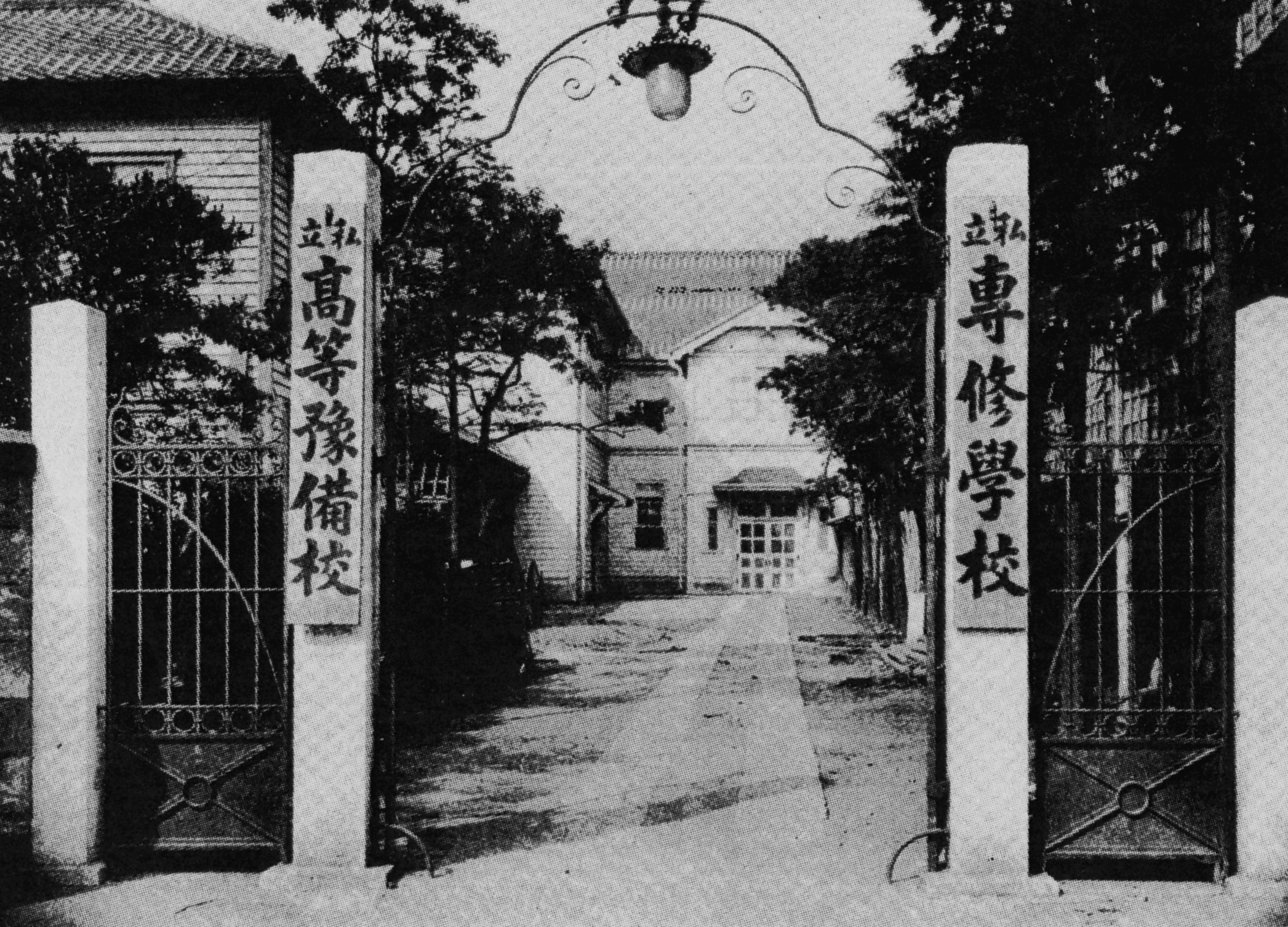
専修学校

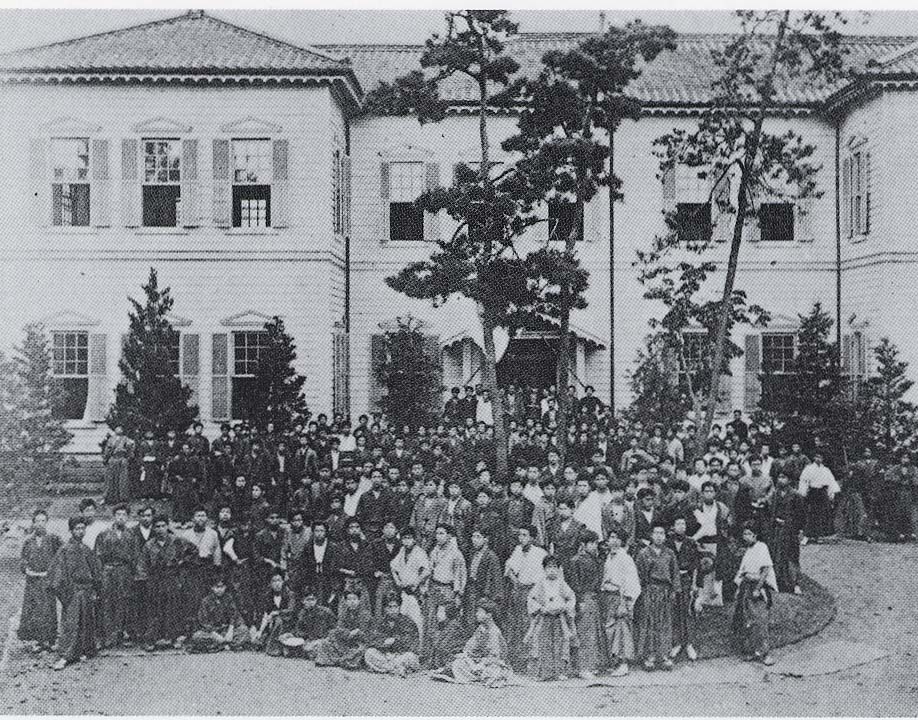
東京専門学校

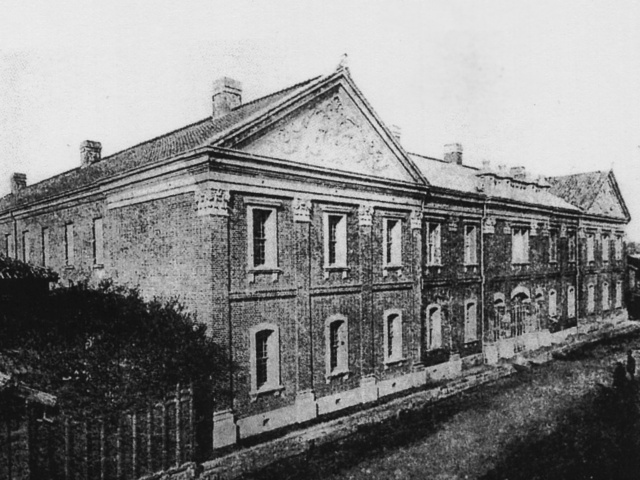
英吉利法律学校

  - 1893年9月：志願者減少のため法律科の募集を停止。
  - 1903年11月：専門学校令による。
  - 1913年7月：専門学校令による専修大学に改称。
  - 1922年5月：大学令による専修大学に昇格。
  - 1927年4月：法学部を設置。

- 東京専門学校（1882年10月・早稲田大学）
  - 1902年9月：早稲田大学に改称。
  - 1904年4月：専門学校令による。
  - 1920年2月：大学令による早稲田大学に昇格。

- 英吉利法律学校（1885年7月・中央大学）
  - 1889年10月：東京法学院に改称。
  - 1903年8月：専門学校令による東京法学院大学に改称。
  - 1905年8月：中央大学に改称（専門学校令）。
  - 1920年4月：大学令による中央大学に昇格。

- 慶應義塾大学部（1890年1月・慶應義塾大学）
  - 1904年1月：専門学校令による。
  - 1920年2月：大学令による慶應義塾大学に昇格。

- 同志社政法学校（1891年・廃止）
  - 1902年：廃止。

### ドイツ法学系
- 獨逸学協会学校専修科（1885年7月・廃止）

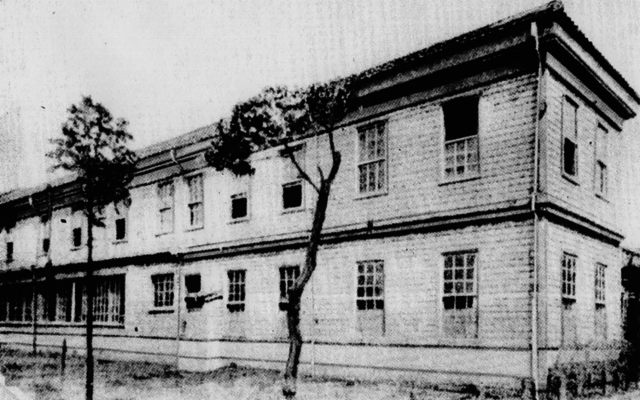
日本法律学校

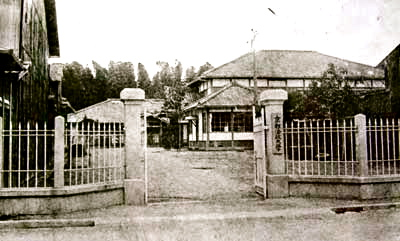
京都法政大学

  - 1895年：帝国大学法科へ移管され廃止。

### 日本法・その他
- 日本法律学校（1889年10月・日本大学）
  - 1903年8月：日本大学に改称。
  - 1904年：専門学校令による。
  - 1920年4月：大学令による日本大学に昇格。

- 京都法政学校（1900年5月・立命館大学）
  - 1903年9月：専門学校令による京都法政専門学校に改称。
  - 1904年9月：京都法政大学に改称（専門学校令）。
  - 1913年12月：立命館大学に改称（同上）。
  - 1922年6月：大学令による立命館大学に昇格。